# ALHO Unternehmensgruppe
Die ALHO-Unternehmensgruppe mit Hauptsitz in Friesenhagen befasst sich mit der Herstellung und dem Vertrieb von Systemgebäuden. Der Schwerpunkt liegt dabei auf Modulgebäuden, die als Alternative zum Massivbau eingesetzt werden, und auf temporären Gebäuden in Containerbauweise. Die ALHO-Gruppe beschäftigt rund 1.200 Mitarbeiter in Deutschland und Europa. 2020 erzielte die Gruppe einen Umsatz von über 380 Millionen EUR.

## Geschichte
Das Unternehmen wurde 1967 von Albert Holschbach mit anfangs vier Mitarbeitern gegründet. Zunächst begann er mit der industriellen Herstellung stationärer Unterkünfte für den Baustellenbereich. Ein Jahr später veränderte ALHO als erster Hersteller die Konstruktion der damals üblichen Bauwagen, indem man Stahlwandgerippe mit einer Außenverkleidung aus verzinktem Profilblech einsetze. Anfang der 70er-Jahre entstand daraus die heute etablierte Containerbauweise. Anfang der 1980er-Jahre entwickelte ALHO das Konstruktionsprinzip der temporären Raumcontainer weiter, um Lösungen für dauerhafte Gebäude zu schaffen. Mit der Nachfrage nach Containern stiegen zugleich auch die Anfragen nach Mietlösungen. 1980 wurde deshalb die Fagsi Vertriebs- und Vermietungs-GmbH, ein eigenständiges Unternehmen, gegründet.
Ausgehend vom Firmenhauptsitz in Friesenhagen entstanden weitere Werke in Frankreich, der Schweiz und Dresden, sowie Niederlassungen in Dresden, Hamburg, Krefeld, Heidelberg, Neuss, München, darüber hinaus in Belgien und Luxemburg.
Da sich die ALHO Systembau GmbH Anfang der 90er-Jahre zunehmend auf die Modulbauweise spezialisierte, wurde 1991 die Alho Systembau Sörnewitz GmbH in Coswig als eigenständige Gesellschaft innerhalb der ALHO-Gruppe mit Spezialisierung auf den Containerbau gegründet. Dort wurde das betriebseigene Konstruktionsprinzip weiterentwickelt; der Containerhersteller wurde 2004 in die heutige ProContain GmbH umbenannt. 1996 wurde die FAGSI Vertriebs- und Vermietungs-GmbH gegründet und befasst sich seither mit der Vermietung von Systemgebäuden. Im weiteren Verlauf der Unternehmenstätigkeiten wurde die Sparte der Systemcontainer für temporäre bzw. Interimsgebäude komplett zu ProContain und FAGSI ausgelagert, wobei ProContain die Produktion und den Vertrieb an Containerhändler und -vermieter und FAGSI die Vermietung und den Vertrieb an Endkunden der öffentlichen Hand und der Industrie übernahm.

## Unternehmensstruktur
Zur inhabergeführten Unternehmensgruppe mit Sitz in Friesenhagen gehören das Modulbauunternehmen ALHO Systembau GmbH, die auf temporäre Raumsystemen fokussierte FAGSI Vertriebs- und Vermietungs-GmbH sowie die ProContain GmbH, die sich auf die Herstellung Containersysteme spezialisiert hat. Die Gruppe plant und baut Gebäude wie Schulen, Kindergärten, Büros, Krankenhäuser und Wohngebäude.
Die ALHO Holding GmbH nimmt die Funktion Dachgesellschaft für die Unternehmensgruppe ein. Dazu ist sie zu jeweils 100 % an der ALHO Systembau GmbH, der ProContain SAS (Frankreich), der ProContain GmbH und der ALHO Systembau S.à.r.l. (Luxemburg) sowie den Servicegesellschaften ALHO Projektservice GmbH International und ALHO Group Services GmbH beteiligt. Vertretungsberechtigte Geschäftsführer der ALHO Holding GmbH sind Anette Höchst, Achim Holschbach, Silvia Matschke, Nicole Steinmetz und Jens Vetter.
Die FAGSI Vertriebs- und Vermietungs-GmbH mit Sitz in Morsbach-Lichtenberg ist ein eigenständiges Unternehmen. Die Gesellschaft unterhält Niederlassungen mit Mietparks an fünf Standorten innerhalb Deutschlands. Weiterhin hält die FAGSI – Vertriebs- und Vermietungs-GmbH eine hundertprozentige Beteiligung an der französischen Gesellschaft FAGSI Location SAS, die auf dem französischen Markt die Vermietung von Containern betreibt. Geschäftsführer sind hier Albert Holschbach, Thomas Nauroth, Markus Brenner und Silvia Matschke. Zudem gehört die FAGSI AG mit Sitz in Wikon, Schweiz, als eigenständige Gesellschaften zur ALHO Gruppe.
Die ALHO Systembau hat ihren Hauptsitz in Friesenhagen und produziert ausschließlich Raummodule für nicht-temporäre Gebäude. Geschäftsführer sind Marco Grisse, Torsten Prauser sowie Peter Orthen.
Die ALHO-Gruppe betreibt Werke an fünf Standorten in Deutschland, der Schweiz und in Frankreich sowie 15 Vertriebsstandorte in Deutschland, Belgien, Luxemburg, der Schweiz und Frankreich und beschäftigt rund 1.200 Mitarbeiter.
| Firmenname  | ALHO Holding GmbH   | ALHO Systembau GmbH | ProContain SAS (Frankreich) | ProContain GmbH | ALHO Projektservice GmbH International | ALHO Systembau S.à.r.l. (Luxemburg) | FAGSI Vertriebs- und Vermietungs-GmbH | FAGSI AG (Schweiz) |
| ----------- | ------------------- | ------------------- | --------------------------- | --------------- | -------------------------------------- | ----------------------------------- | ------------------------------------- | ------------------ |
| Umsatz      | 9,903 Mio. EUR      | 185,966 Mio. EUR    | --                          | 58,297 Mio. EUR | --                                     | 13,601 Mio. EUR                     | 113,128 Mio. EUR                      | --                 |
| Mitarbeiter | 65                  | 405                 | von 50-99                   | 316             | --                                     | 4                                   | 143                                   | --                 |
| Sitz        | Friesenhagen-Hammer | Friesenhagen-Hammer | Mitry-Mory                  | Coswig          | Friesenhagen-Hammer                    | Esch-Alzette                        | Morsbach                              | Wikon              |

### Unternehmensbereiche
Die Unternehmensgruppe realisiert Bauvorhaben in Modulbauweise und in Containerbauweise für den temporären Raumbedarf sowie Systemcontainer für den Handel und die Vermietung. Gebäude aus der ALHO Gruppe bestehen aus bis zu 100 % industriell vorgefertigten Raumeinheiten mit einer selbsttragenden Stahlrahmenkonstruktion. Aufgrund des Vorfertigungsgrads wird die Fertigstellung der Gebäude durchschnittlich in einer um 70 % kürzeren Bauzeit als bei konventionellen Bauweisen realisiert.

#### Modulare Gebäude
Das Bauen mit industriell vorgefertigten Raummodulen für stationäre Einsätze ist das Kerngeschäft der Marke ALHO. Die Raummodule bestehen aus einer Stahlrahmenkonstruktion, ausgefacht mit Trockenbauwänden, und werden für dauerhafte Büro- und Verwaltungsgebäude, Schulen, Kindergärten, Medizinische Gebäude, Pflegeheime und Labore sowie für Wohngebäude verwendet. Die Gebäude sind bis zu sechsgeschossig ausführbar.

#### Temporäre Gebäude
Die standardisierten Baukastensysteme für den temporären Gebrauch sind bis zu dreigeschossig ausführbar. Die Gebäude finden Verwendung als Unterkünfte und Arbeitsstätten auf Baustellen, als Interim-Büros im Industriebereich oder als Raumlösung für kurzfristigen Platzbedarf an Schulen oder Kitas, sowie für temporärer Flüchtlingsunterkünfte.